# Onthophagus barriorum
Onthophagus barriorum är en skalbaggsart som beskrevs av Walter 1990. Onthophagus barriorum ingår i släktet Onthophagus och familjen bladhorningar. Inga underarter finns listade i Catalogue of Life.